# Graptodytes veterator
Graptodytes veterator is een keversoort uit de familie waterroofkevers (Dytiscidae). De wetenschappelijke naam van de soort is voor het eerst geldig gepubliceerd in 1918 door Zimmermann.